# Rhizedra lutosa
Rhizedra lutosa là một loài bướm đêm trong họ Noctuidae.

## Hình ảnh

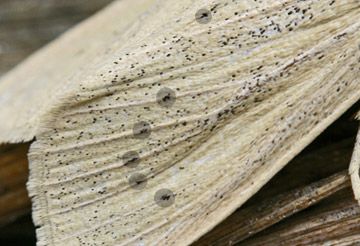
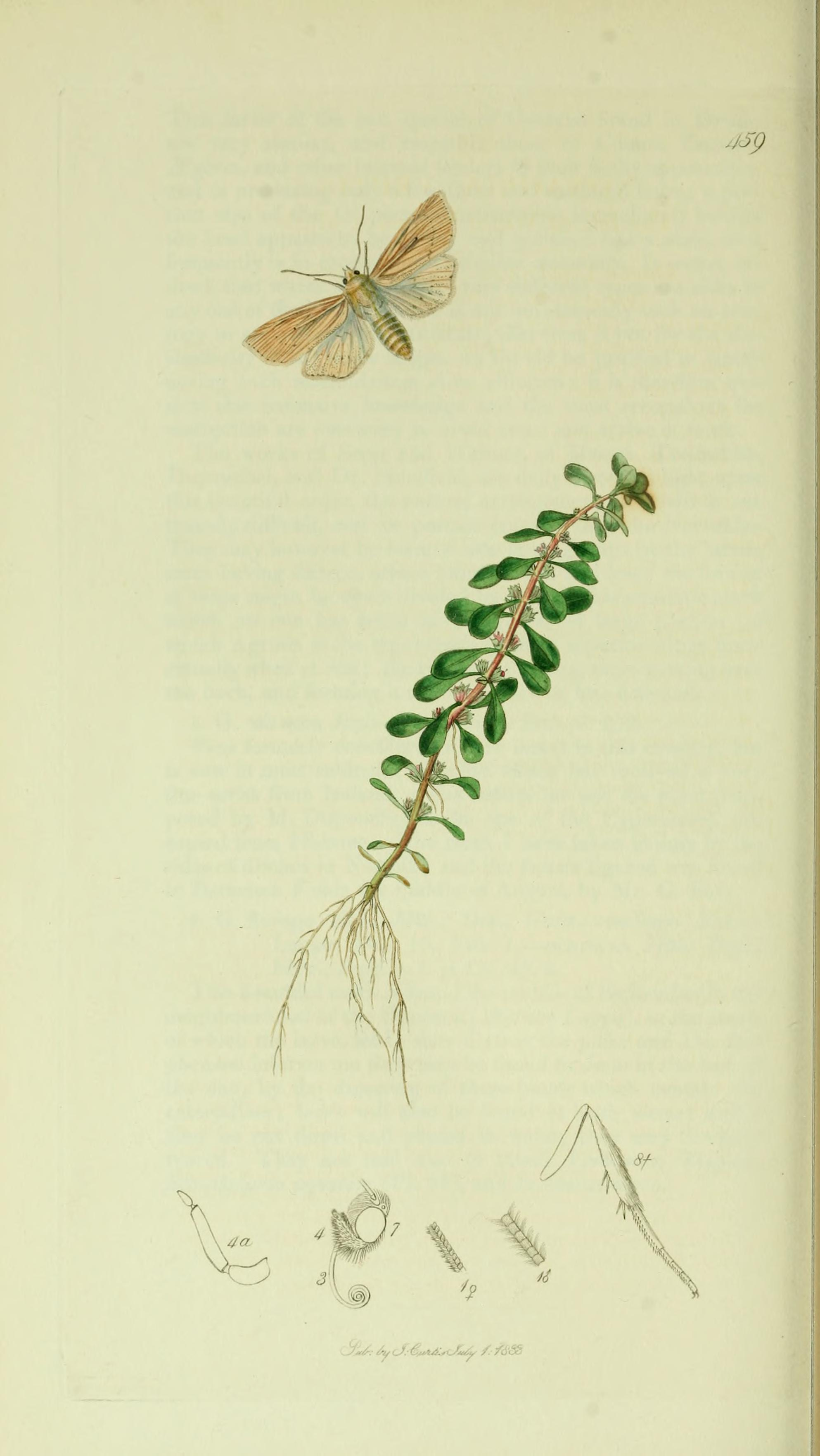
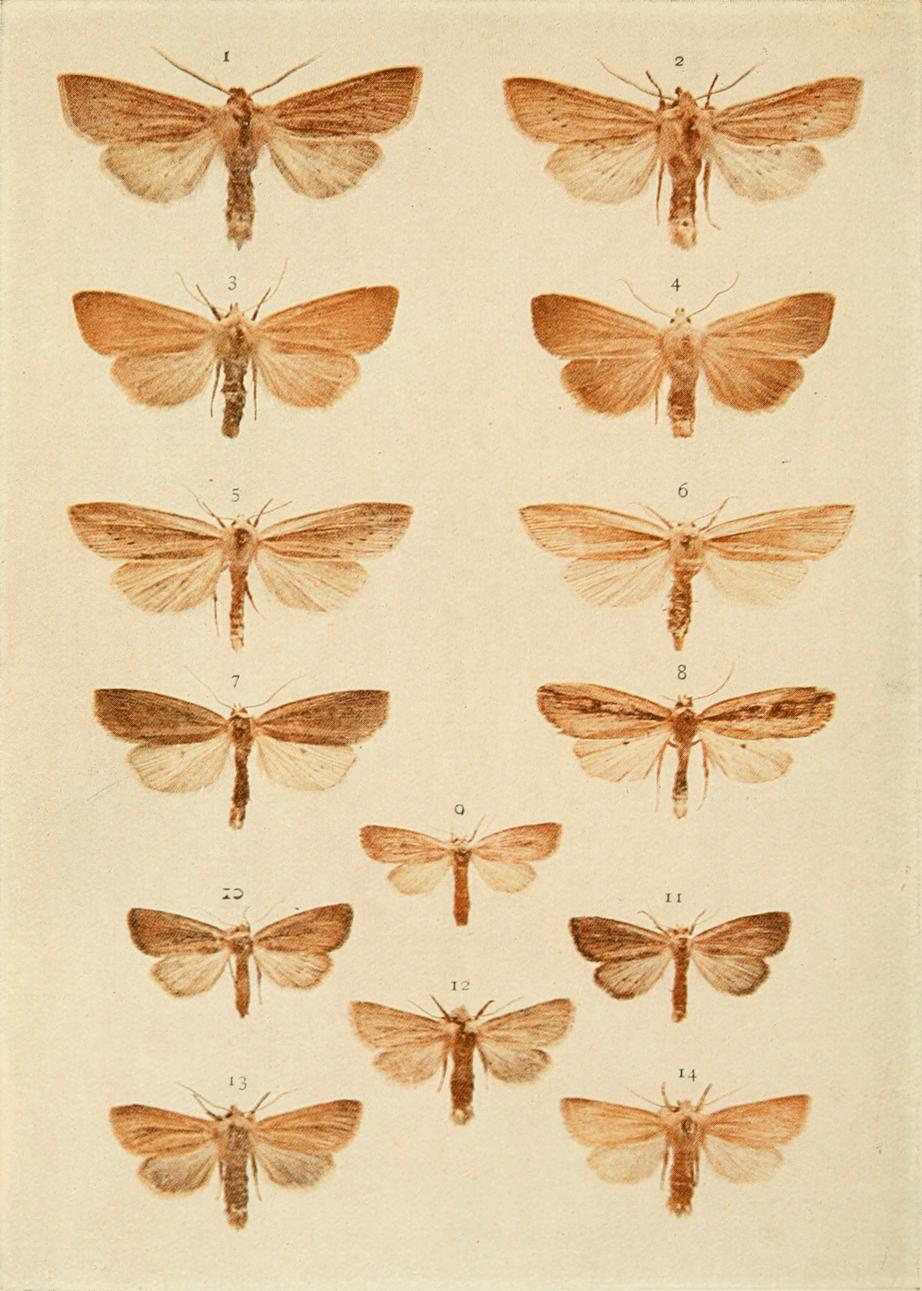
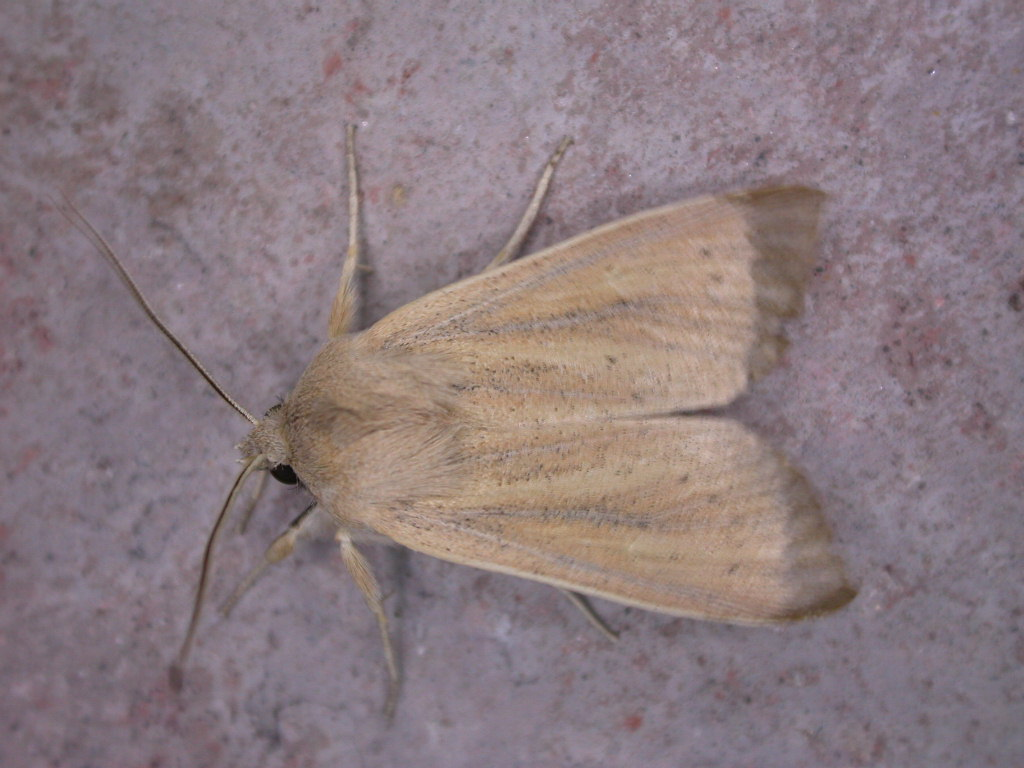